# Time Is Time
A Time Is Time a Yes Magnification című albumának utolsó száma, melyet Jon Anderson, Chris Squire, Alan White és Steve Howe írt.
A mindössze két perces számban végig Beatles-hatások érezhetők, melynek csak a szám végén szakad vége, amikor a vonós zenekar kap szólisztikus szerepeket, s lezárja az egész lemezt.
Érdekes, hogy a Magnification turnéján készített Symphonic Live címmel kiadott DVD-n nem szerepel, ám ezenkívül hat válogatáson is hallható.

## Közreműködő zenészek
- Jon Anderson – ének
- Chris Squire – basszusgitár, ének
- Steve Howe – gitár
- Alan White – dob

egy szimfonikus zenekarral együtt.

## Egyéb kiadványokon
- Essentially Yes (az egész Magnification hallható rajta)
- YesFamily – Owner Of A Lonely Heart
- 35th Anniversary Edition: YesSpeak/Yes Acoustic
- Yes Acoustic
- Songs From Tsongas: 35th Anniversary Concert

## Külső hivatkozások
- Dalszöveg